# Skillingsfors
Skillingsfors är ett samhälle i Eda kommun och kyrkbyn i Skillingmarks socken i Värmland. För bebyggelsen avgränsade SCB en småort från 1995 till 2020. Vid avgränsningen 2020 blev den avregistrerad som småort då avståndet mellan byggnader ökat så ingen av delarna längre hade en befolkning på fler än 50.
I Skillingsfors ligger Skillingmarks kyrka och livsmedelsaffär. 

## Historia
På orten anlades 1792 ett järnbruk med norska ägare vid vattenfallet mellan Askesjön och Björkelången som var i drift fram till ca 1885. Orten fick järnvägsförbindelse 1928, då en bibana från Beted på Dal–Västra Värmlands Järnväg öppnades. Järnvägen lades ner 1961. 

### Befolkningsutveckling
| Befolkningsutvecklingen i Skillingsfors 1995–2015 | Befolkningsutvecklingen i Skillingsfors 1995–2015 | Befolkningsutvecklingen i Skillingsfors 1995–2015 | Befolkningsutvecklingen i Skillingsfors 1995–2015 | Befolkningsutvecklingen i Skillingsfors 1995–2015 |
| ------------------------------------------------- | ------------------------------------------------- | ------------------------------------------------- | ------------------------------------------------- | ------------------------------------------------- |
|                                                   |                                                   |                                                   |                                                   |                                                   |
| År                                                |                                                   |                                                   | Folkmängd                                         | Areal (ha)                                        |
| 1995                                              | 1995                                              |                                                   | 58                                                | 20#                                               |
| 2000                                              | 2000                                              |                                                   | 56                                                | 22#                                               |
| 2005                                              | 2005                                              |                                                   | 59                                                | 22#                                               |
| 2010                                              | 2010                                              |                                                   | 52                                                | 22#                                               |
| 2015                                              | 2015                                              |                                                   | 54                                                | 35#                                               |
| Anm.: # Som småort.                               |                                                   |                                                   |                                                   |                                                   |